# Miguel Ángel Cortés Martín
Miguel Ángel Cortés Martín (Valladolid, 14 de julio de 1958) es un político español. 
Se licenció en Derecho por la Universidad de Valladolid, ciudad en la que fue concejal del PP y en la que conoció a José María Aznar, cuando este fue elegido presidente de la Junta de Castilla y León, a cuyo equipo se incorporó, en lo que fue denominado "el clan de Valladolid". 
Fue Diputado por Valladolid. Miembro del Grupo Parlamentario Popular, en la IX Legislatura fue el diputado más activo del Congreso, realizando un total de 10.142 iniciativas parlamentarias.
Diputado de la IV, V, VI y VII Legislaturas. Licenciado en Derecho. Secretario de Estado para la Cooperación Internacional y para Iberoamérica (2000-2004). Secretario de Estado de Cultura (1996-2000). Está divorciado y tiene dos hijos, aunque en su Declaración de Bienes y Rentas de Diputados del 7 de septiembre de 2011 publicada en Internet por el diario El País figura como soltero.

## Actividad profesional
- Vocal de la Diputación Permanente.
- Portavoz Sustituto de la Junta de Portavoces.
- Vocal de la Comisión de Reglamento.
- Ponente de la Ponencia Prop. L. delimitación espacios marítimos de Canarias (122/48).
- Vocal de la Delegación española en el Grupo de Amistad con la Cámara de los Comunes del Reino Unido.
- Vocal de la Delegación española en el Grupo de Amistad con Venezuela.